# Торий
| 90         | Торий |
| Th232,0377 |       |
| 6d27s2     |       |

То́рий (химический символ — Th, от лат. Thorium) — химический элемент 3-й группы (по устаревшей классификации — побочной подгруппы третьей группы, IIIB) седьмого периода периодической системы химических элементов Д. И. Менделеева, с атомным номером 90.
Относится к семейству актиноидов.
Простое вещество торий — тяжёлый слаборадиоактивный металл серебристого-белого цвета.

## История
Впервые торий выделен Йёнсом Берцелиусом в 1828 году из минерала, позже получившего название торит (содержит силикат тория). Первооткрыватель назвал элемент в честь бога грома из скандинавской мифологии — Тора.

## Нахождение в природе
Торий почти всегда содержится в минералах редкоземельных элементов, которые служат одним из источников его получения. Содержание тория в земной коре — 8—13 г/т, в морской воде — 0,05 мкг/л. В магматических породах содержание тория уменьшается от кислых (18 г/т) к основным (3 г/т). Значительное количество тория накапливается в связи с пегматитовыми и постмагматическими процессами, при этом его содержание увеличивается с повышением количества калия в породах. Основная форма нахождения тория в породах в виде основной составной части уран-ториевых, либо изоморфной примеси в акцессорных минералах. В постмагматических процессах в определённых благоприятных условиях (обогащённость растворов галогенами, щелочами и углекислотой) торий способен мигрировать в гидротермальных растворах и фиксироваться в скарновых уран-ториевых и гранат-диопсидовых ортитсодержащих месторождениях. Здесь главными минералами тория являются монацитовый песок и ферриторит. Накапливается торий также в некоторых грейзеновых месторождениях, где он концентрируется в ферриторите, либо образует минералы, содержащие титан, уран и др. Входит в состав, в виде примесей, наряду с ураном, в почти любые слюды, (флогопит, мусковит и др.) — породообразующих минералов гранита. Поэтому граниты некоторых месторождений ввиду слабой, но при длительном воздействии на человека опасной радиации запрещено использовать в качестве наполнителя для бетона при строительстве жилых зданий либо (в зависимости от удельной активности) для строительства производственных сооружений и даже для строительства дорог вне населённых пунктов.

### Месторождения
Торий содержится в основном в 12 минералах.
Месторождения этих минералов известны в Китае, Австралии, Индии, Норвегии, США, Канаде, ЮАР, Бразилии, Пакистане, Малайзии, Шри-Ланке, Кыргызстане и других странах.

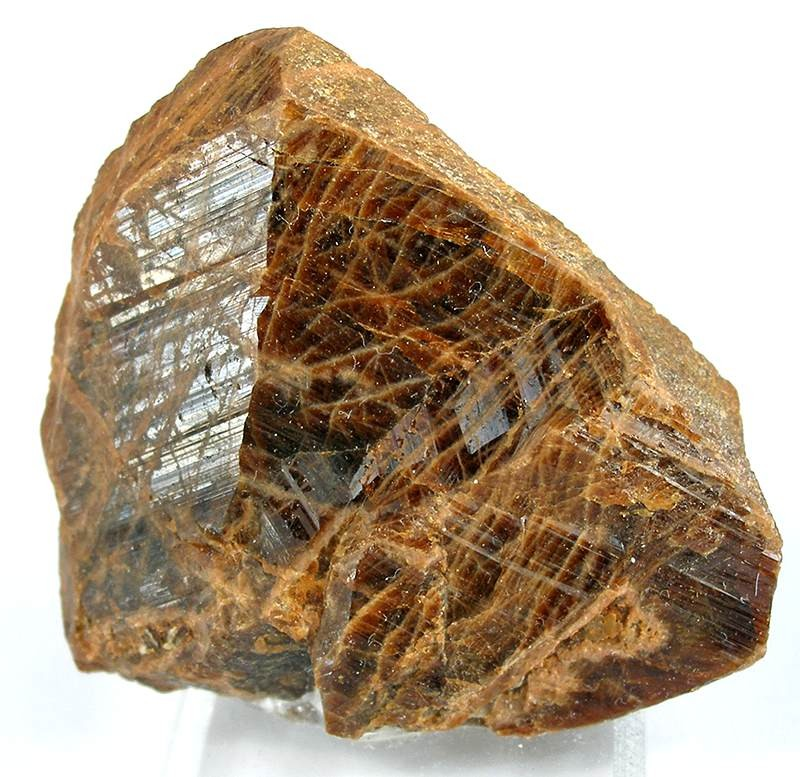
Монацит-(Ce)
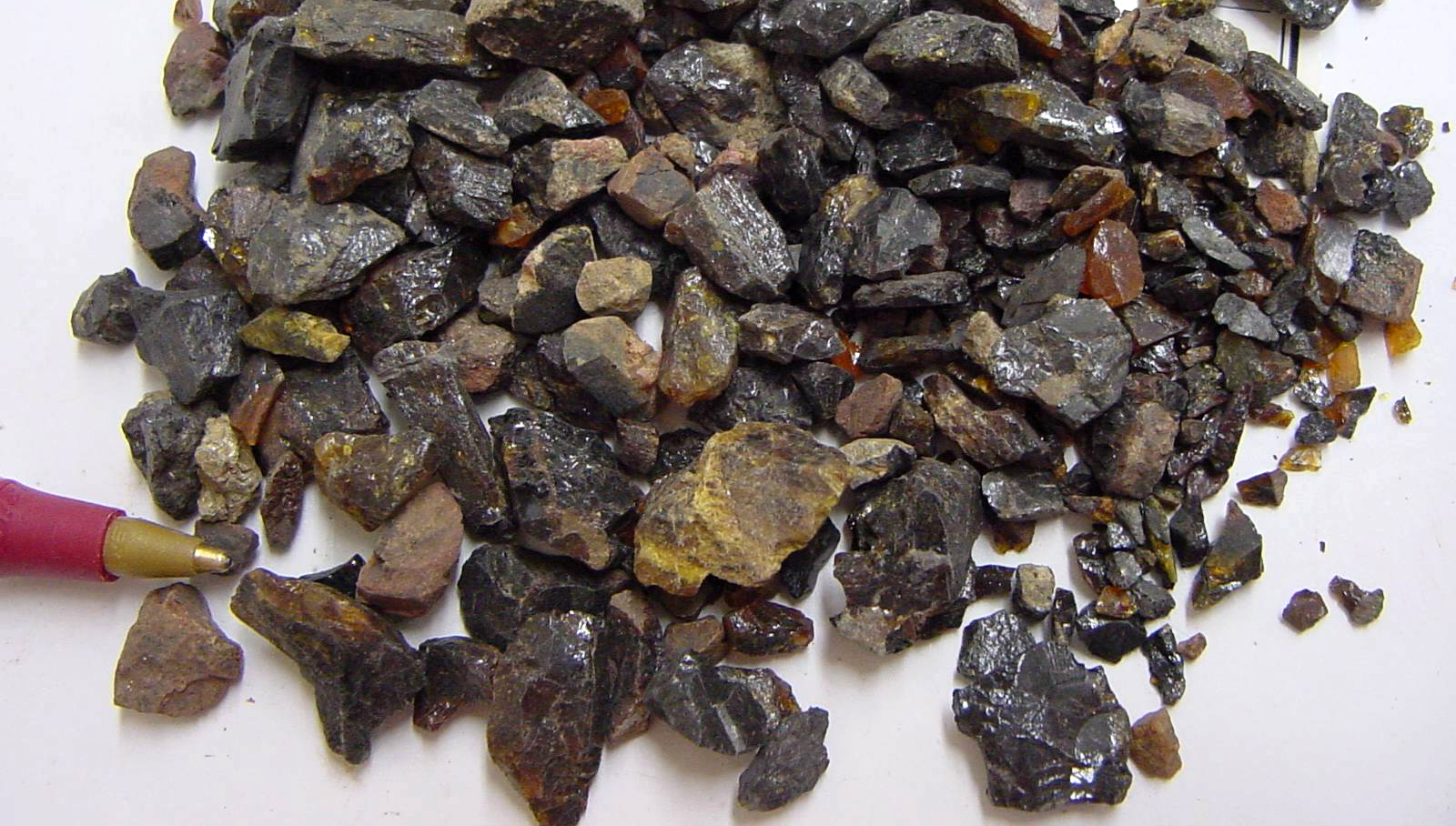
Торианит
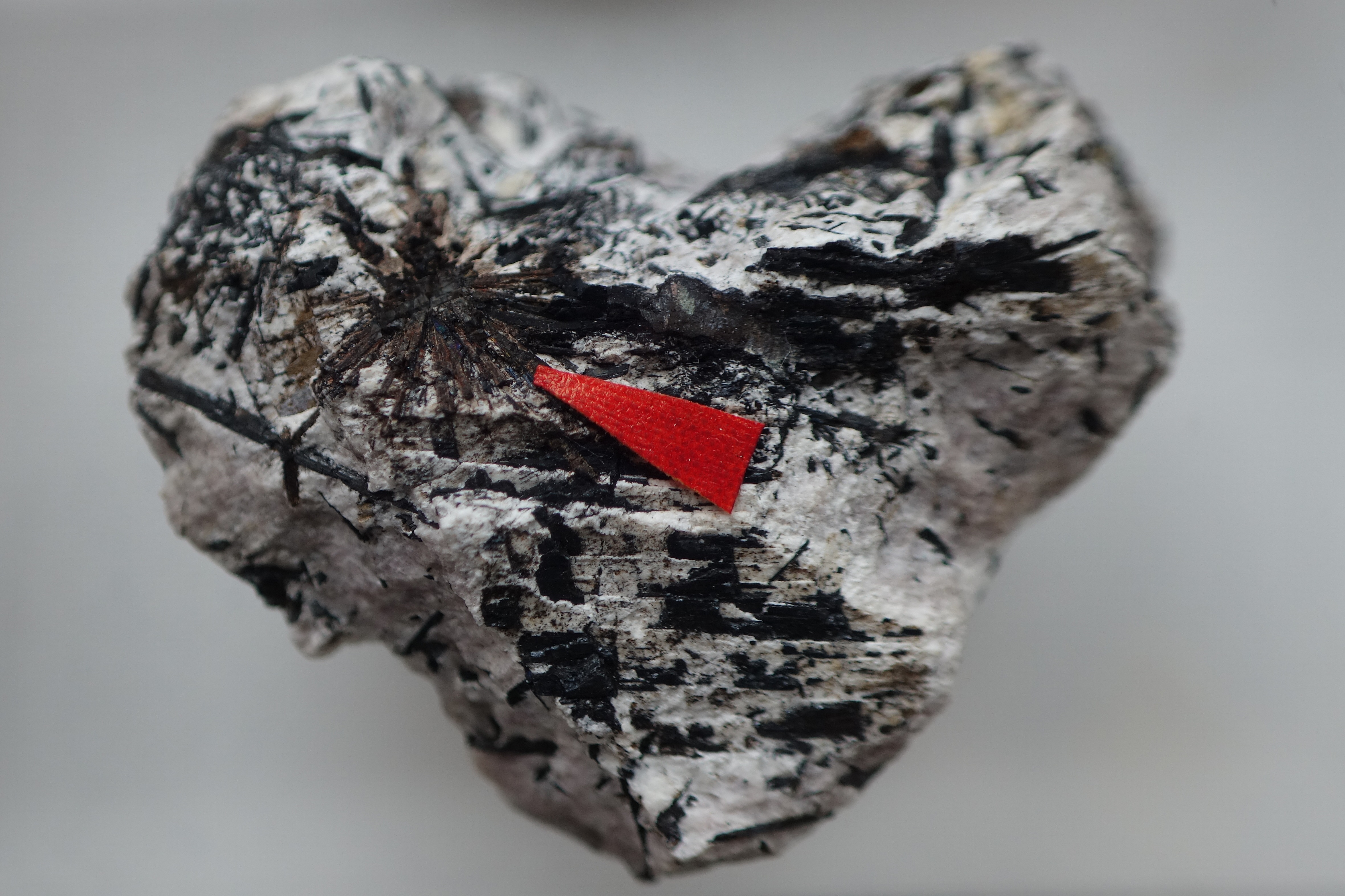
Умбозерит
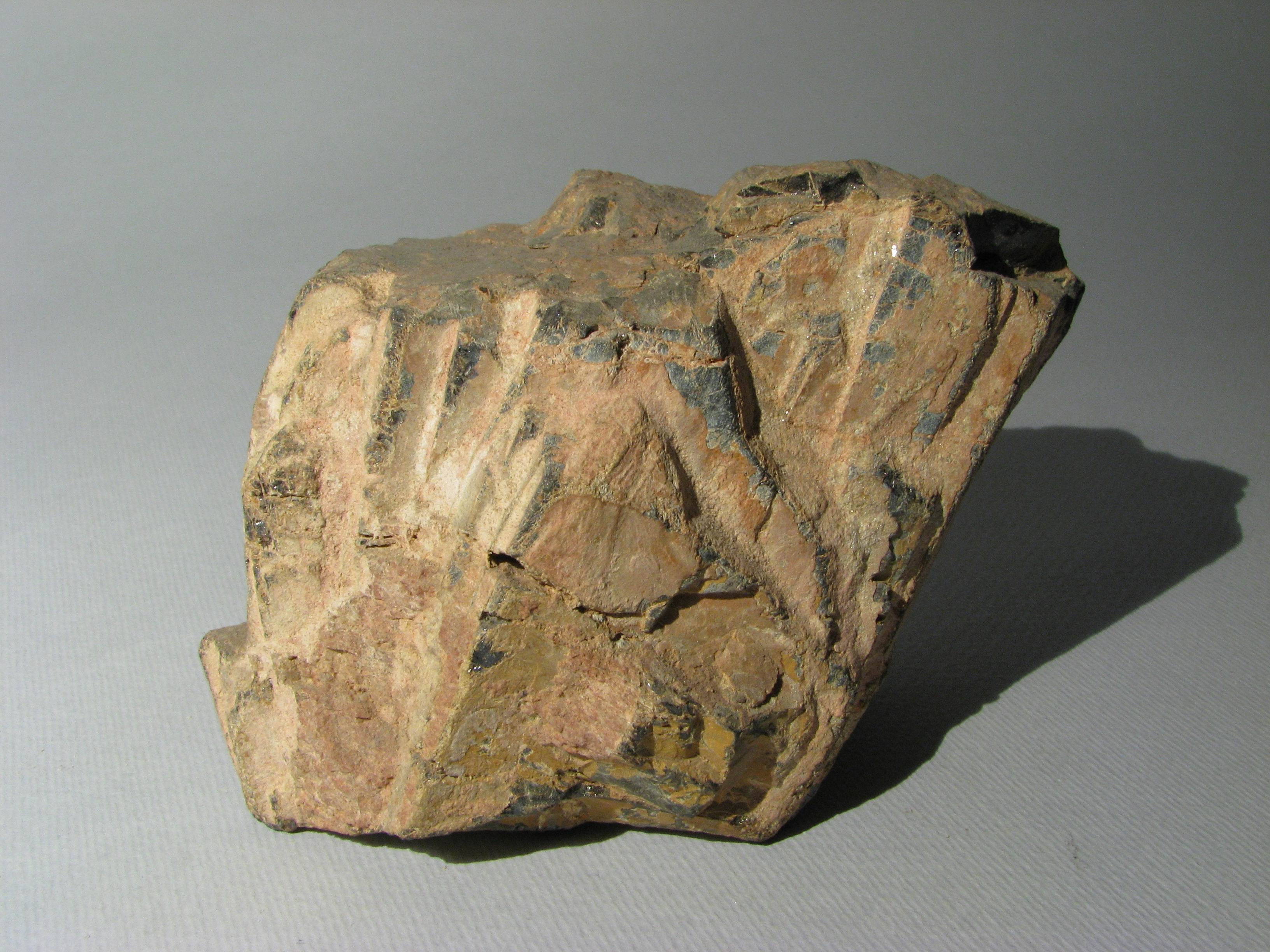
Эвксенит
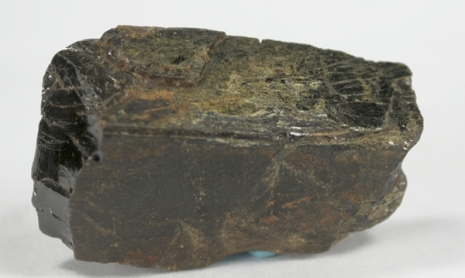
Эшинит-(Ce)
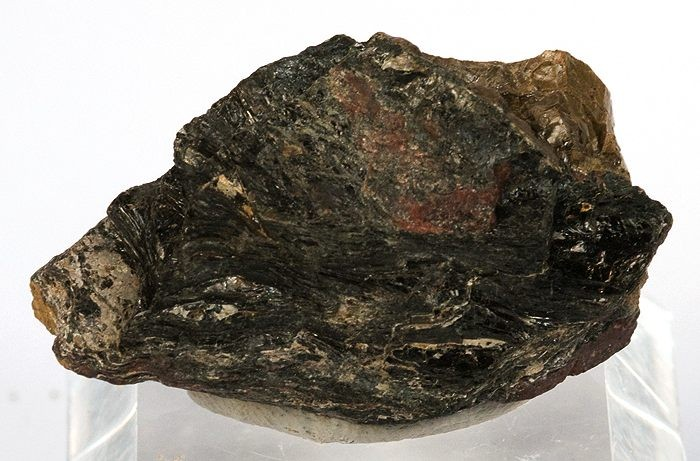
Виикит

### Добыча
При получении тория торийсодержащие монацитовые концентраты подвергают вскрытию при помощи кислот или щелочей. Редкоземельные элементы извлекают экстракцией с трибутилфосфатом и сорбцией. Далее торий из смеси соединений металлов выделяют в виде диоксида, тетрахлорида или тетрафторида.
Металлический торий затем выделяют из галогенидов или оксида методом металлотермии (кальций-, магний- или натрийтермии) при 900—1000 °С:
{\displaystyle {\ce {ThF4 + 2 Ca -> Th + 2 CaF2}}}
электролизом ThF4 или KThF5 в расплаве KF при 800 °С на графитовом аноде.
Цена тория уменьшилась до 73,37 USD/кг (2009), по сравнению с 96,55 USD/кг (2008).

## Физические свойства
Полная электронная конфигурация атома тория: 1s22s22p63s23p64s23d104p65s24d105p66s24f145d106p66d27s2.
Торий — серебристо-белый блестящий, мягкий, ковкий металл. Металл пирофорен, потому порошок тория рекомендуют хранить в керосине. На воздухе чистый металл медленно тускнеет и темнеет, при нагревании воспламеняется и горит ярко белым пламенем с образованием диоксида. Относительно медленно корродирует в холодной воде, в горячей воде скорость коррозии тория и сплавов на его основе очень высока.
До 1360 °C торий образует кристаллы кубической сингонии (гранецентрированная решётка), параметры ячейки a = 0,50842 нм (α-торий). Выше этой температуры (при 1360…1750 °C) устойчива модификация с кубической объёмно-центрированной решёткой с а = 0,411 нм (β-торий). Энтальпия перехода ΔH(α→β) = 3,5 кДж/моль.
При температуре ниже 1,4 К торий переходит в сверхпроводящее состояние.
Температура плавления 1750 °C; температура кипения 4788 °C. Энтальпия плавления 19,2 кДж/моль, испарения 513,7 кДж/моль. Работа выхода электронов 3,51 эВ. Энергии ионизации M → M+, M+ → M2+, M2+ → M3+, M3+ → M4+ составляют 587, 1110, 1978 и 2780 кДж/моль соответственно.

### Изотопы
На 2012 год известны 30 изотопов тория и ещё 3 возбуждённых метастабильных состояния некоторых его нуклидов.
Только один из нуклидов тория (торий-232) обладает достаточно большим периодом полураспада по отношению к возрасту Земли, поэтому практически весь природный торий состоит только из этого нуклида. Некоторые из его изотопов могут определяться в природных образцах в следовых количествах, так как входят в радиоактивные ряды радия, актиния и тория и имеют исторические, ныне устаревшие названия:
- радиоактиний 227Th,
- радиоторий 228Th,
- ионий 230Th,
- уран Y 231Th,
- уран X1 234Th.

Наиболее стабильными изотопами являются 232Th (период полураспада составляет 14,05 миллиарда лет), 230Th (75 380 лет), 229Th (7340 лет), 228Th (1,9116 года). Остальные изотопы имеют периоды полураспада менее 30 дней (большинство из них имеют периоды полураспада менее 10 минут).
Изотоп тория 229Th имеет метастабильный изомер 229mTh с исключительно низкой энергией возбуждения 8,355733554021(8) эВ, что дает возможность для прямого возбуждения этого ядерного состояния существующими лазерами, что в перспективе может позволить создать на этой основе ядерные часы, на несколько порядков превосходящие по точности атомные часы.

## Химические свойства
Торий относится к семейству актиноидов. Однако ввиду специфической конфигурации электронных оболочек торий напоминает по свойствам Ti, Zr, Hf.
Торий способен проявлять степени окисления +4, +3 и +2. Наиболее устойчива +4. Степени окисления +3 и +2 торий проявляет в галогенидах с Вr и I, полученных действием сильных восстановителей в твердой фазе. Ион Th4+ отличается сильной склонностью к гидролизу и образованию комплексных соединений.
Торий плохо растворяется в кислотах. Он растворим в концентрированных растворах НСl (6—12М) и HNO3 (8—16М) в присутствии ионов фтора. Легко растворяется в царской водке. Не реагирует с едкими щелочами.
При нагреве взаимодействует с водородом, галогенами, серой, азотом, кремнием, алюминием и рядом других элементов. Например, в атмосфере водорода при 400—600 °С образует гидрид ThH2.

## Применение
Торий имеет ряд областей применения, в которых подчас играет незаменимую роль. Положение этого металла в Периодической системе элементов и структура ядра предопределили его применение в области мирного использования ядерной энергии.

Очищенный торий

Торий-232 — чётно-чётный изотоп (чётное число протонов и нейтронов), поэтому не способен делиться тепловыми нейтронами и быть ядерным горючим. Но при захвате теплового нейтрона 232Th превращается в 233U по схеме
{\displaystyle {\ce {^{232}Th ->[^1n] ^{233}Th ->[\beta^-] ^{233}Pa ->[\beta^-] ^{233}U}}}
Уран-233 способен к делению подобно урану-235 и плутонию-239, что открывает более чем серьёзные перспективы для развития ядерной энергетики (уран-ториевый топливный цикл, реакторы на быстрых нейтронах, LFTR). В ядерной энергетике применяются карбид, оксид и фторид тория (в высокотемпературных жидкосолевых реакторах) совместно с соединениями урана и плутония и вспомогательными добавками.
Так как общие запасы тория в 3—4 раза превышают запасы урана в земной коре, то ядерная энергетика при использовании тория позволит на сотни лет полностью обеспечить энергопотребление человечества.
Кроме ядерной энергетики, торий в виде металла с успехом применяется в металлургии (легирование магния и др.), придавая сплаву повышенные эксплуатационные характеристики (сопротивление разрыву, жаропрочность). Отчасти торий в виде окиси применяется в производстве высокопрочных композиций как упрочнитель (для авиапромышленности). Оксид тория из-за его наивысшей температуры плавления из всех оксидов (3350 K) и неокисляемости идёт на производство наиболее ответственных конструкций и изделий, работающих в сверхмощных тепловых потоках, и может быть идеальным материалом для облицовки камер сгорания и газодинамических каналов для МГД-электростанций. Тигли, изготовленные из оксида тория, применяются при работах в области температур около 2500—3100 °C. Ранее оксид тория применялся для изготовления калильных сеток в газовых светильниках.
Торированные катоды прямого накала применяются в электронных лампах, а оксидно-ториевые — в магнетронах и мощных генераторных лампах. Добавка 0,8—1 % ThO2 к вольфраму стабилизирует структуру нитей ламп накаливания. Ксеноновые дуговые лампы почти всегда имеют торированные катод и анод, поэтому незначительно радиоактивны. Оксид тория применяется как элемент сопротивления в высокотемпературных печах. Торий и его соединения широко применяют в составе катализаторов в органическом синтезе.
Оксид тория(IV) в 1930—1940-е годы использовался в медицине в составе рентгеноконтрастного препарата «Торотраст», затем его использование было прекращено из-за значительной канцерогенности. Также оксид тория в середине XX века применялся для изготовления ториевого стекла для линз некоторых оптических приборов и объективов фотоаппаратов (Canon Lens, Asahi Opt. Co. Japan, Yashica, Ernst Leitz, Olympus, Fuiji Photo Film Co., Tokyo Kogaku).

## Биологическая роль
Торий постоянно присутствует в тканях растений и животных. Коэффициент накопления тория (то есть отношение его концентрации в организме к концентрации в окружающей среде) в морском планктоне — 1250, в донных водорослях — 10, в мягких тканях беспозвоночных — 50—300, рыб — 100. В пресноводных моллюсках его концентрация колеблется от 3⋅10−7 до 1⋅10−5 %, в морских животных от 3⋅10−7 до 3⋅10−6 %. Торий поглощается главным образом печенью и селезёнкой, а также костным мозгом, лимфатическими узлами и надпочечниками; плохо всасывается из желудочно-кишечного тракта. У человека среднесуточное поступление тория с продуктами питания и водой составляет 3 мкг; выводится из организма с мочой и калом (0,1 и 2,9 мкг соответственно). Торий малотоксичен, однако как природный радиоактивный элемент вносит свой вклад в естественный фон облучения организмов.